# Neidlinger Wasserfall

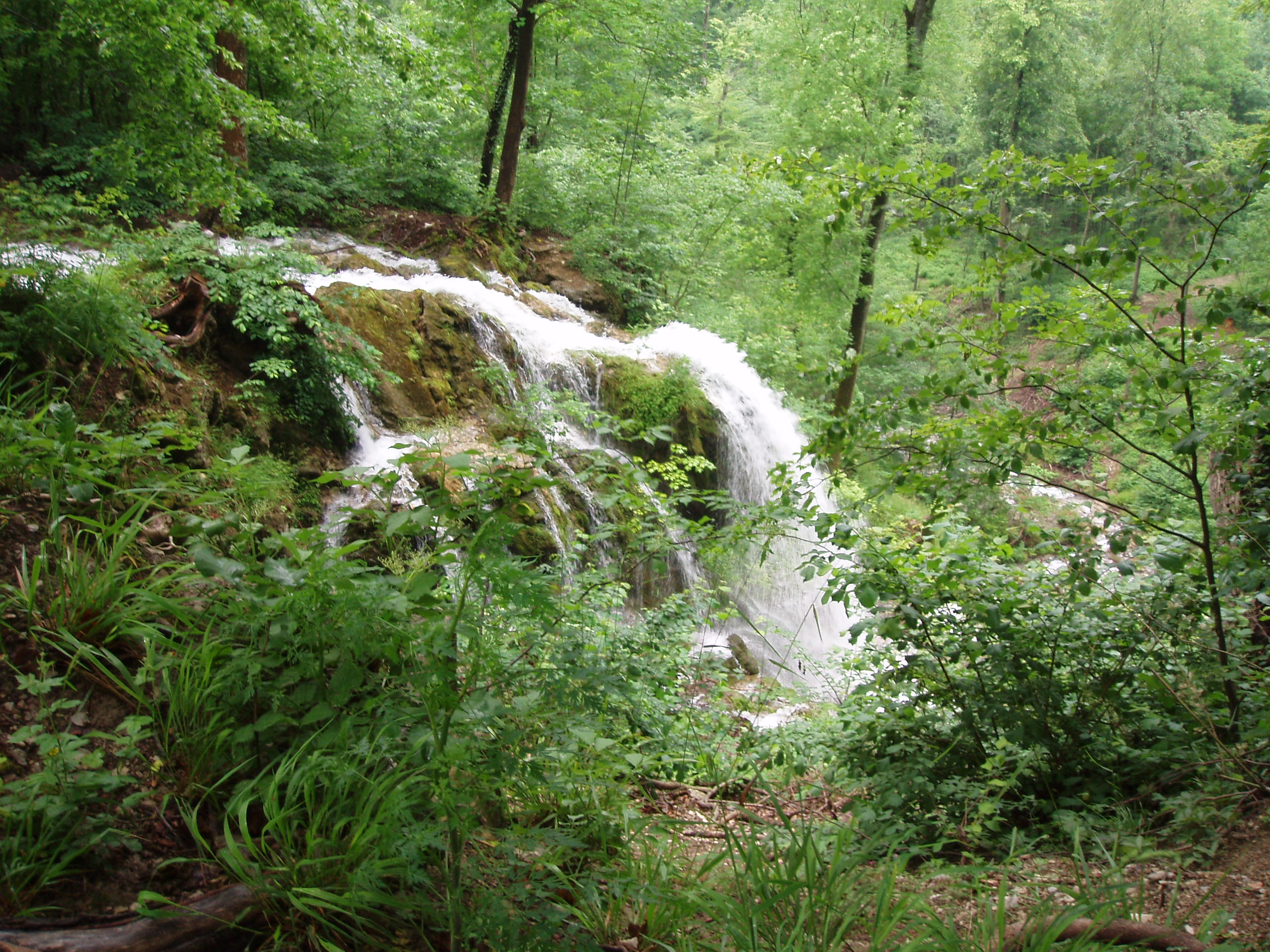
Neidlinger Wasserfall mit der kollabierten Kalktuffnase

Der Neidlinger Wasserfall befindet sich auf der Schwäbischen Alb in der Nähe des Ortes Neidlingen im Landkreis Esslingen. Der Wasserfall liegt rund 20 Meter unterhalb der beiden höhlenartigen Quellaustritte der Lindach, nahe unterhalb der Burgruine Reußenstein auf der Gemarkung Pfanne in einem Bannwald.
Das vor allem aus dem östlichen Quellaustritt kommende Karstwasser stürzt mehrere Meter steil geschichtete Felskaskaden hinab, um sodann mit Polstern aus Moosen und Kalktuff eine nach vorne und oben wachsende Nase zu entwickeln. Von dieser Nase stürzte das Wasser etwa sieben bis acht Meter in freiem Fall hinab.
Das Gebilde aus Nase und Wasserfall verlor einiges an Attraktivität, als während eines kalten Winters Mitte des 20. Jahrhunderts der wachsende Stein die Eislast nicht mehr tragen konnte und abbrach. Dennoch ist der Wasserfall samt seiner Umgebung ein beliebtes Ausflugsziel geblieben.
Vom Wanderparkplatz Bahnhöfle aus ist er nach etwa einem Kilometer Fußmarsch zu erreichen. Die Felsformationen und die Vegetation, die den Weg säumen, sind sehenswert. Am Abstieg zum Aussichtspunkt oberhalb des Wasserfalls befindet sich ein von Immergrün umrankter Gedenkstein für einen beim Holzfällen zu Tode gekommenen Mann.
Der Neidlinger Wasserfall ist seit 2019 als bedeutendes Geotop und Geopoint des UNESCO Geopark Schwäbische Alb ausgezeichnet.

## Schutzgebiete
Kalktuffquellen können durch unterschiedliche Faktoren gefährdet sein, zum Beispiel durch mechanische Zerstörung der fragilen Kalktuffgebilde durch Trittbelastung von Tieren und Menschen.
Unter dem Namen Neidlinger Wasserfall und Fließgewässer im Gewann Pfanne ist der Wasserfall und der anschließende rechte Quellbach der Lindach unter der Schutzgebietsnummer 811-60432804 als flächenhaftes Naturdenkmal ausgewiesen. Das 1,9 Hektar große Gebiet wurde vom Landratsamt Esslingen mit Verordnung vom 15. Juli 1997 unter Schutz gestellt. Es ist sowohl Teil des Landschaftsschutzgebiets Nr. 1.16.016 Neidlinger Tal, des FFH-Gebiets Nr. 7423-341 Neidlinger Alb als auch des Vogelschutzgebiets 7422-441 Mittlere Schwäbische Alb.

## Bilder

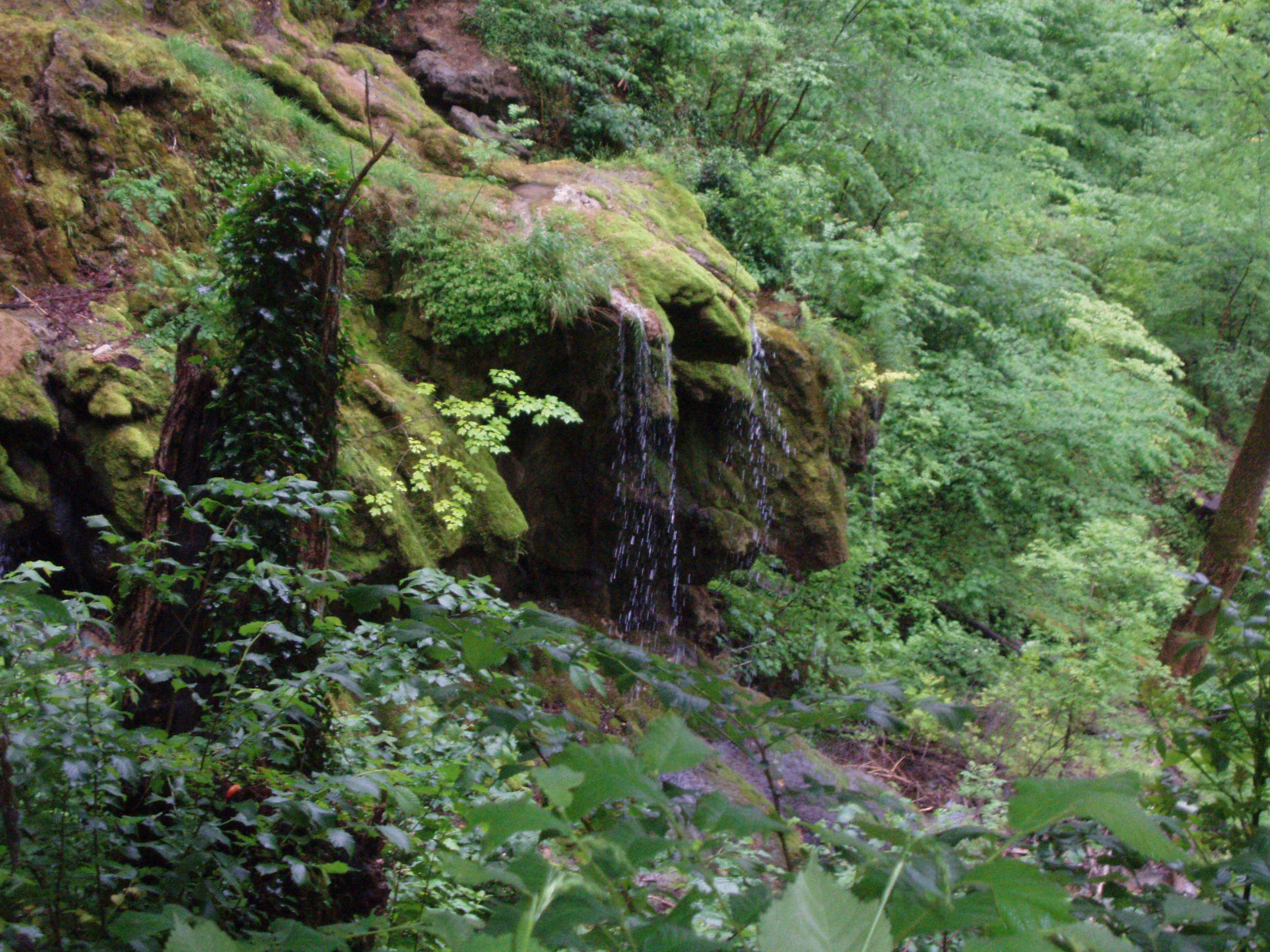
Der Neidlinger Wasserfall bei geringer Wasserführung
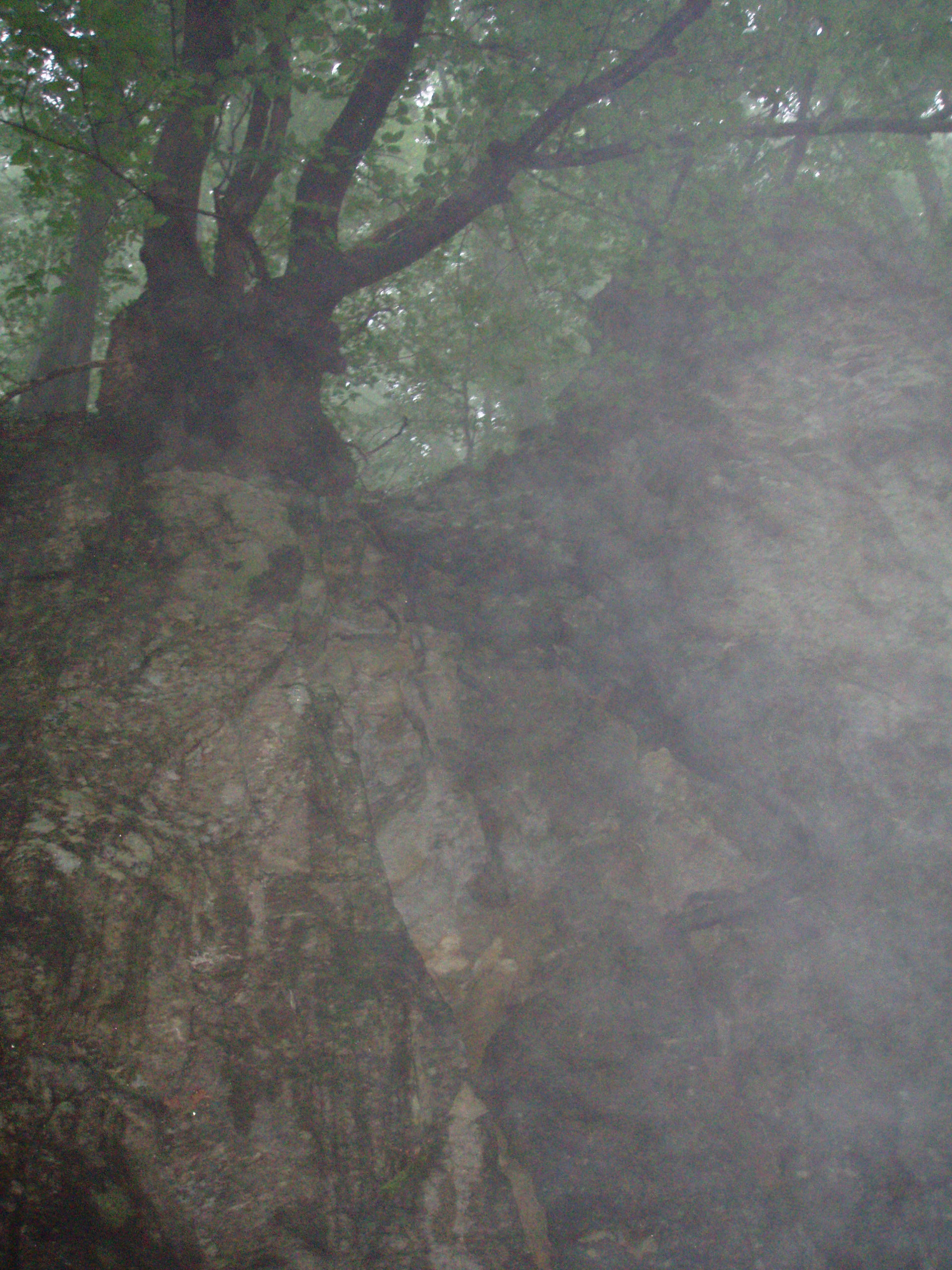
Typische Felsformation der Umgebung
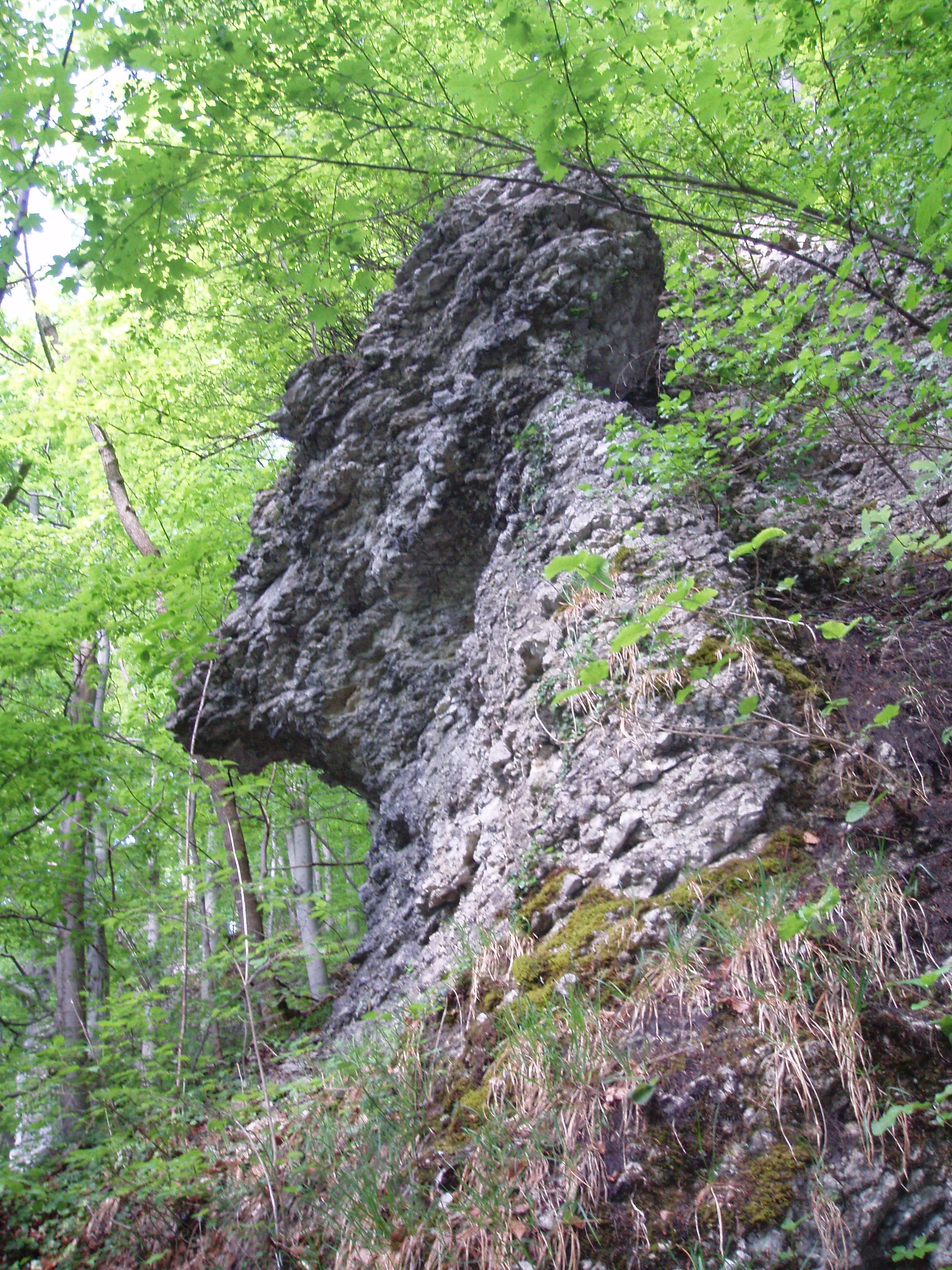
Felsstiefel